# Thaida peculiaris
Thaida peculiaris är en spindelart som beskrevs av Karsch 1880. Thaida peculiaris ingår i släktet Thaida och familjen Austrochilidae. Inga underarter finns listade i Catalogue of Life.